# Burni Bekulah
Burni Bekulah är ett berg i Indonesien.   Det ligger i provinsen Aceh, i den västra delen av landet, 1 600 km nordväst om huvudstaden Jakarta. Toppen på Burni Bekulah är 2 756 meter över havet, eller 136 meter över den omgivande terrängen. Bredden vid basen är 1,6 km.
Terrängen runt Burni Bekulah är bergig åt sydväst, men åt nordost är den kuperad.Runt Burni Bekulah är det glesbefolkat, med 10 invånare per kvadratkilometer. Det finns inga samhällen i närheten. I omgivningarna runt Burni Bekulah växer i huvudsak städsegrön lövskog.